# Angers SCO
Angers Sporting Club de l'Ouest is een Franse voetbalclub uit Angers, de hoofdstad van het Franse departement Maine-et-Loire.

## Geschiedenis
In 1919 werd de Sporting Club de l'Ouest Angers opgericht na het verdwijnen van de club Angers UC. In 1925 kreeg de sportvereniging ook een voetbalafdeling. De club speelt in het Stade Raymond-Kopa (tot maart 2017 genaamd Stade Jean Bouin) dat 18.000 zitplaatsen telt. In 1989 zette de club Angers voor de clubnaam in plaats van erachter.
De club speelde op regionaal niveau tot aan de Tweede Wereldoorlog. Na de oorlog nam de club het profstatuut aan en ging van start in de Division 2. Daar bleef de club met wisselend succes tot 1956, toen de club met 1 punt achterstand op Stade Rennais UC vicekampioen werd en promoveerde. In het eerste seizoen bereikte de club al de finale van de Franse beker en verloor daarin met 6-3 van Toulouse FC. In 1957/58 werd de club vierde, zeven punten achter kampioen Stade de Reims en telde evenveel punten als de nummers twee en drie. In de volgende drie seizoenen eindigde de club nog twee keer op de zevende plaats en verbleef dan enkele jaren in de middenmoot tot in 1966/67 de derde plaats behaald werd. De club kon nog geen Europees voetbal spelen omdat de UEFA Cup nog niet bestond en het equivalent in die tijd, de Jaarbeursstedenbeker, nodigde clubs uit in plaats dat clubs zich plaatsten. Het volgende seizoen werd een afknapper door een achttiende plaats en een daarbij gegaande degradatie.
In de tweede klasse werd de club met tien punten voorsprong op AS Angoulême duidelijk kampioen. In 1972/73 werd de club vierde en plaatste zich zo voor de UEFA Cup. Het Oost-Duitse Dynamo Berlin schakelde de club in de eerste ronde uit. Na nog een vijfde en vierde plaats degradeerde de club in 1974/75. Daarna kwamen steeds kortere periodes in eerste. In 1976/77 degradeerde de club na één seizoen al. Van 1979 tot 1981 speelde de club drie seizoenen op rij in de Division 1, maar speelde steeds in de lagere middenmoot. De rest van de jaren tachtig speelde Angers in de middenmoot van de Division 2 en begon begin jaren 90 aan een remonte die resulteerde in een titel in 1993. De terugkeer bij de elite verliep niet zoals verhoopt en de club werd laatste. Hierna kon de club niet meer promoveren. In 1996 moest de club voor het eerst in meer dan vijftig jaar terug naar het derde niveau. Dan werd de club een liftploeg tussen de tweede en derde klasse. In 2007 promoveerde de club dan weer en werd tiende. De volgende jaren eindigde de club afwisselend in de middenmoot en de subtop.
In 2017 bereikte Angers voor de tweede keer in de clubhistorie de finale van de Coupe de France. In de finale verloor het met 1-0 van Paris Saint-Germain door een eigen doelpunt in de blessuretijd van Issa Cissokho. De grote man achter dit succes was trainer Stéphane Moulin, die tussen 2011 en 2021 liefst tien jaar hoofdtrainer was van de club.

## Erelijst
- Franse beker

Finalist: 1957, 2017

## Eindklasseringen
- 1946 3e
Division Interrégionale
- 1947 3e
Division Interrégionale
- 1948 7e
Division Interrégionale
- 1949 11e
Division Interrégionale
- 1950 15e
Division Interrégionale
- 1951 14e
Division Interrégionale
- 1952 6e
Division Interrégionale
- 1953 12e
Division Interrégionale
- 1954 11e
Division Interrégionale
- 1955 6e
Division Interrégionale
- 1956 2e
Division Interrégionale
- 1957 11e
Division Nationale
- 1958 4e
Division Nationale
- 1959 7e
Division Nationale
- 1960 13e
Division Nationale
- 1961 7e
Division Nationale
- 1962 14e
Division Nationale
- 1963 13e
Division Nationale
- 1964 10e
Division Nationale
- 1965 13e
Division Nationale
- 1966 11e
Division Nationale
- 1967 3e
Division Nationale
- 1968 18e
Division Nationale
- 1969 1e
Division Interrégionale
- 1970 7e
Division Nationale
- 1971 12e
Division Nationale
- 1972 4e
Division Nationale
- 1973 5e
Division 1
- 1974 4e
Division 1
- 1975 18e
Division 1
- 1976 1e
Division 2
- 1977 18e
Division 1
- 1978 1e
Division 2
- 1979 17e
Division 1
- 1980 14e
Division 1
- 1981 20e
Division 1
- 1982 8e
Division 2
- 1983 12e
Division 2
- 1984 14e
Division 2
- 1985 16e
Division 2
- 1986 15e
Division 2
- 1987 12e
Division 2
- 1988 6e
Division 2
- 1989 12e
Division 2
- 1990 10e
Division 2
- 1991 4e
Division 2
- 1992 2e
Division 2
- 1993 1e
Division 2
- 1994 20e
Division 1
- 1995 18e
Division 2
- 1996 21e
Division 2
- 1997 2e
National 1
- 1998 17e
National
- 1999 12e
National
- 2000 3e
National
- 2001 20e
Division 2
- 2002 9e
National
- 2003 2e
National
- 2004 13e
Ligue 2
- 2005 19e
Ligue 2
- 2006 11e
National
- 2007 3e
National
- 2008 10e
Ligue 2
- 2009 7e
Ligue 2
- 2010 5e
Ligue 2
- 2011 6e
Ligue 2
- 2012 11e
Ligue 2
- 2013 5e
Ligue 2
- 2014 9e
Ligue 2
- 2015 3e
Ligue 2
- 2016 9e
Ligue 1
- 2017 12e
Ligue 1
- 2018 14e
Ligue 1
- 2019 13e
Ligue 1
- 2020 10e
Ligue 1
- 2021 13e
Ligue 1
- 2022 14e
Ligue 1
- 2023 20e
Ligue 1
- 2024 2e
Ligue 2
- 2025 14e
Ligue 1

- Niveau 1
- Niveau 2
- Niveau 3

| Seizoen   | №  | Clubs | Divisie              | Duels | Winst | Gelijk | Verlies | Doelsaldo | Punten | Tsch   |
| --------- | -- | ----- | -------------------- | ----- | ----- | ------ | ------- | --------- | ------ | ------ |
| 2005–2006 | 11 | 20    | Championnat National | 38    | 12    | 13     | 13      | 42–35     | 49     | 3.269  |
| 2006–2007 | 3  | 20    | Championnat National | 38    | 20    | 11     | 7       | 53–29     | 71     | 5.295  |
| 2007–2008 | 10 | 20    | Ligue 2              | 38    | 13    | 14     | 11      | 39–35     | 53     | 6.974  |
| 2008–2009 | 7  | 20    | Ligue 2              | 38    | 13    | 14     | 11      | 46–42     | 53     | 7.399  |
| 2009–2010 | 5  | 20    | Ligue 2              | 38    | 15    | 10     | 13      | 46–43     | 55     | 6.591  |
| 2010–2011 | 6  | 20    | Ligue 2              | 38    | 14    | 15     | 9       | 41–32     | 57     | 6.485  |
| 2011–2012 | 11 | 20    | Ligue 2              | 38    | 13    | 12     | 13      | 44–45     | 51     | 6.951  |
| 2012–2013 | 5  | 20    | Ligue 2              | 38    | 17    | 10     | 11      | 52–39     | 61     | 8.382  |
| 2013–2014 | 9  | 20    | Ligue 2              | 38    | 14    | 13     | 11      | 46–45     | 55     | 8.265  |
| 2014–2015 | 3  | 20    | Ligue 2              | 38    | 18    | 10     | 10      | 47–30     | 64     | 8.622  |
| 2015–2016 | 9  | 20    | Ligue 1              | 38    | 13    | 11     | 14      | 40–38     | 50     | 13.500 |
| 2016–2017 | 12 | 20    | Ligue 1              | 38    | 13    | 7      | 18      | 40–49     | 46     | 11.959 |
| 2017–2018 | 14 | 20    | Ligue 1              | 38    | 9     | 14     | 15      | 42–52     | 41     | 11.065 |
| 2018–2019 | 13 | 20    | Ligue 1              | 38    | 10    | 16     | 12      | 44–49     | 46     | 11.192 |
| 2019–2020 | 10 | 20    | Ligue 1              | 28    | 11    | 6      | 11      | 28–33     | 39     | 9.825  |
| 2020–2021 | 13 | 20    | Ligue 1              | 38    | 12    | 8      | 18      | 40-58     | 44     | --     |
| 2021–2022 | 14 | 20    | Ligue 1              | 38    | 10    | 11     | 17      | 44-55     | 41     | --     |
| 2022–2023 | 20 | 20    | Ligue 1              | 38    | 4     | 6      | 28      | 33-81     | 18     | --     |
| 2023–2024 | 2  | 20    | Ligue 2              | 38    | 20    | 8      | 10      | 56–42     | 68     | --     |
| 2024–2025 | 14 | 18    | Ligue 1              | 34    | 10    | 6      | 18      | 32-53     | 36     | --     |

## Angers in Europa
#Q = #kwalificatieronde, #R = #ronde, T/U = Thuis/Uit, W = Wedstrijd, PUC = punten UEFA coëfficiënten .
Uitslagen vanuit gezichtspunt Angers SCO
| Seizoen                                                    | Competitie | Ronde | Land                                    | Club              | Totaalscore | 1e W    | 2e W    | PUC |
| ---------------------------------------------------------- | ---------- | ----- | --------------------------------------- | ----------------- | ----------- | ------- | ------- | --- |
| 1972/73                                                    | UEFA Cup   | 1R    | Vlag van Duitse Democratische Republiek | BFC Dynamo Berlin | 2-3         | 1-1 (T) | 1-2 (U) | 1.0 |
| Totaal aantal behaalde punten voor UEFA coëfficiënten: 1.0 |            |       |                                         |                   |             |         |         |     |

Zie ook
- Deelnemers UEFA-toernooien Frankrijk
- Ranglijst van alle clubs die in de diverse Europa Cups zijn uitgekomen

## Bekende (ex-)spelers
- Saïd Benrahma
- Ludovic Butelle
- Olivier Guégan
- Jean-Marc Guillou
- Raymond Kopa
- Prince Oniangué

- Nicolas Pépé
- Ulrich Ramé
- Stéphane Stassin
- Pierre Vermeulen